# NCSM Moncton (MM 708)
Pour les autres navires du même nom, voir NCSM Moncton.
Le NCSM Moncton (MM 708) est un navire de défense côtière du Commandement maritime des Forces canadiennes de la classe Kingston. Il a été mis en chantier le 31 mai 1997 au chantier naval The Halifax Shipyard situé à Halifax en Nouvelle-Écosse. Lancé le 5 décembre 1997, il est affecté aux Forces maritimes de l'Atlantique depuis le 12 juillet 1998.
Il porte le nom de la ville de Moncton au Nouveau-Brunswick.